# Le Chant du pigeon gris
Pour plus de détails, voir Fiche technique et Distribution.
Le Chant du pigeon gris (Piesen o sivém holubovi) est un film tchécoslovaque réalisé par Stanislav Barabáš, sorti en 1961.

## Synopsis
Alors que la Seconde Guerre mondiale fait rage, un groupe d'enfants slovaques part en excursion avec leur instituteur.

## Fiche technique
- Titre : Le Chant du pigeon gris
- Titre original : Piesen o sivém holubovi
- Réalisation : Stanislav Barabáš
- Scénario : Ivan Bukovcan et Albert Marenčin
- Musique : Zdeněk Liška
- Photographie : Vladimir Jesina
- Montage : Maximilián Remen
- Pays :  Tchécoslovaquie
- Genre : Drame
- Durée : 98 minutes
- Dates de sortie : 
  -  France : mai 1961 (festival de Cannes)

## Distribution
- Pavle Polacek : Rudko Hrudka
- Karol Machata : l'instituteur
- Vladimir Brecka : Martin
- Jan Bzduch : Andriusa
- Karla Chadimová : Natasa
- Jirí Sovák : Fero Slosárik
- Olga Zöllnerová : Verona
- Ladislav Chudík : le père de Milan
- Vladimír Durdàk : le père de Rudko
- Helena Zvaríková : la mère de Rudko
- Pavel Mattos : Vinco
- Pavol Mattos : Vinco
- Radoslav Bartoník : le chauffeur
- Michal Belák : le commandant SS

## Distinctions
Le film a été présenté en sélection officielle en compétition au Festival de Cannes 1961.